# La Décade prodigieuse (roman)
La Décade prodigieuse — Ten Days' Wonder dans l'édition originale en anglais — est un roman policier américain de Ellery Queen publié en 1948. C'est le 18e roman de la série du détective Ellery Queen.  

## Résumé
Howard Van Horn fait irruption dans l'appartement d'Ellery Queen. Son visage d'ordinaire si viril est métamorphosé par la peur. Ses mains et ses vêtements sont tachés d'un sang qui n'est pas uniquement le sien. Howard, fils du millionnaire Diedrich Van Horn, vient humblement demander à son ami de le tirer du pétrin. Atteint d'amnésie, il ne se souvient plus ce qu'il a fait et où il est allé depuis plusieurs jours. Ellery Queen, qui aime bien Howard, accepte de se charger de cette singulière enquête. La piste qu'il suit le mène bientôt à Wrightsville, petite ville de la Nouvelle-Angleterre qu'il connaît déjà trop bien. S'amorce alors pour lui une décade prodigieuse en drames, crimes et délits en tous genres.

## Éditions
Éditions originales en anglais
- (en) Ellery Queen, Ten Days' Wonder, New York, Little, Brown and Company, 1948 — Édition américaine
- (en) Ellery Queen, Ten Days' Wonder, Londres, Gollancz, 1948 — Édition britannique

Éditions françaises
- (fr) Ellery Queen (auteur) et Simone Lechevrel (traducteur), La Décade prodigieuse [« Ten Days' Wonder »], Paris, Éditions Albin Michel, coll. « Le Limier no 31 », 1950, 256 p. (BNF 32549965)
- (fr) Ellery Queen (auteur) et Simone Lechevrel (traducteur), La Décade prodigieuse [« Ten Days' Wonder »], « in » La Chronique de Wrightsville, tome I, Paris, Éditions Stock, 1969, 711 p. (BNF 33145994)
- (fr) Ellery Queen (auteur) et Simone Lechevrel (traducteur), La Décade prodigieuse [« Ten Days' Wonder »], Paris, Éditions Stock, 1971, 230 p. (BNF 35424363)
- (fr) Ellery Queen (auteur) et Simone Lechevrel (traducteur), La Décade prodigieuse [« Ten Days' Wonder »], Paris, Le Livre de poche, coll. « Le Livre de poche policier  no 3492 », 1973, 382 p. (BNF 35219314)
- (fr) Ellery Queen (auteur) et Simone Lechevrel (traducteur) (trad. de l'anglais), La Décade prodigieuse [« Ten Days' Wonder »], Paris, J'ai lu, coll. « J'ai lu no 1646 », 1984, 285 p. (ISBN 2-277-21646-1, BNF 34757738)
- (fr) Ellery Queen (auteur) et Simone Lechevrel (traducteur) (trad. de l'anglais), La Décade prodigieuse [« Ten Days' Wonder »], Genève, Edito-Service, coll. « Romans », 1984, 313 p. (ISBN 2-8302-1199-5, BNF 34756717)

## Adaptation cinématographique
1971 : La Décade prodigieuse, film français de Claude Chabrol, avec Orson Welles, Anthony Perkins, Marlène Jobert et Michel Piccoli. Michel Piccoli interprète le rôle de Paul Regis, qui assume les fonctions de détective dévolues au personnage d'Ellery Queen dans le roman.

## Sources
- Jacques Barzun, A Catalogue of Crime, New York, Harper & Row, 1971.
- (en) John M. Reilly (Ed.), Twentieth-Century Crime and Mystery Writers, New York, St. Martin's Press, coll. « Twentieth-century writers of the English language », 1982 (réimpr. 1991), 2e éd., 1568 p. (ISBN 978-0-312-82417-4, OCLC 6688156), p. 740-744.